# Joe Kenda

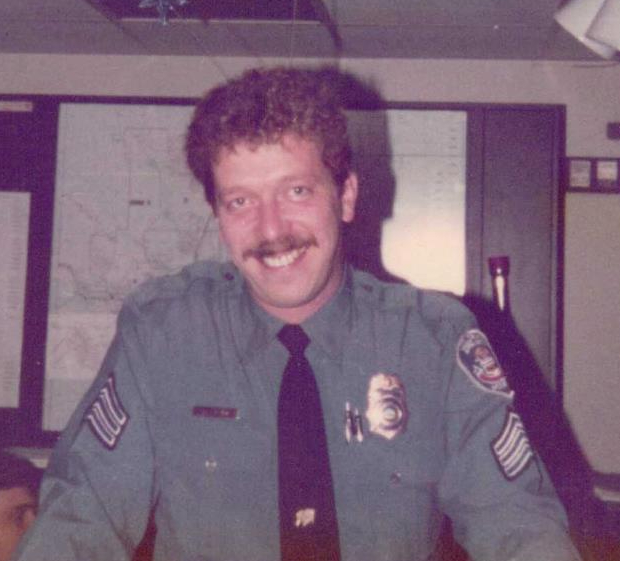
Joe Kenda (1983)

Joe Kenda (właściwie: Joseph Perry Kenda; ur. 14 listopada 1946 w Herminie, Pensylwania) – amerykański emerytowany w stopniu porucznika policjant-detektyw z Departamentu Policji w Colorado Springs; aktor we własnej osobie, znany publiczności z seriali detektywistycznych emitowanych na kanale Investigation Discovery; także autor książek detektywistycznych.

## Życiorys
Jego ojciec i dziadek byli górnikami. Joe ukończył szkołę średnią Greensburg Central Catholic High School w 1964 roku, po czym wstąpił na uniwersytet w Pittsburghu, na którym uzyskał stopień Bachelor of Arts z nauk politycznych. Następnie kontynuował naukę na Uniwersytecie Stanu Ohio do 1970 roku, uzyskując master’s degree z międzynarodowych nauk politycznych. Jego marzeniem była praca w służbie zagranicznej, ale po pierwszych doświadczeniach zrezygnował.
W 1973 roku przeprowadził się wraz z rodziną do Colorado Springs i rozpoczął pracę w departamencie tutejszej policji. Swoją pracę uwielbiał. Przestępczość fascynowała go od najmłodszych lat. Zabójstwo uważał za najgorszy rodzaj przestępstwa.
Na emeryturę przeszedł ostatecznie w 1996 roku, gdyż jego żona obawiała się, że zginie podczas pełnienia służbowych obowiązków.

## Kariera zawodowa
Joe Kenda pracował w policji ponad 23 lata, w tym przez 19 lat prowadził śledztwa w sprawach o zabójstwo. Pracował jako detektyw, detektyw w stopniu sierżanta, detektyw w stopniu porucznika i ostatecznie jako dowódca głównej jednostki do spraw zabójstw. Kenda razem ze swoimi współpracownikami wziął udział w 387 śledztwach dotyczących zabójstw. W 92% przypadków śledztwo zakończyło się znalezieniem sprawcy. Pozostaje członkiem zarządu amerykańskiej organizacji zajmującej się przeprowadzaniem dochodzenia w przypadkach określanych jako cold case.

## Kariera telewizyjna
W 2011 roku rozpoczął pracę dla Investigation Discovery, realizując kryminalistyczny program odcinkowy pt. Łowca zbrodni (Homicide Hunter: Lt. Joe Kenda). W swoich wypowiedziach często powtarza frazę: My, my, my. Stwierdził, że w prowadzeniu śledztwa w przypadku morderstwa nie chodzi o szybkość, że szybkość nie pomaga. Przypadek morderstwa porównał do „bączka na stole”, będącego w perfekcyjnej równowadze, który, gdy zostanie przyciśnięty w niewłaściwym miejscu, to wtedy spadnie ze stołu i już nigdy nie uda się go odzyskać. Od 2021 roku jest gospodarzem serii pt. Zbrodnie godne Hollywood, opisującej nieprawdopodobne przypadki morderstw.

## Kariera pisarska
Joe Kenda napisał trzy książki: 
- I Will Find You: Solving Killer Cases from My Life Fighting Crime (wydana w 2017 roku)[3],
- Killer Triggers (z 2021 roku)[7],
- All Is Not Forgiven (powieść kryminalna opublikowana w 2023 r.)[8].

W pierwszej z nich Kenda skupił się na najstraszniejszych przypadkach morderstw, które badał podczas swojej służby detektywistycznej w policji. Zwrócił uwagę na fakt, że mogą one przydarzyć się każdemu z nas. W drugiej skoncentrował się na najczęstszych przyczynach dokonywania zabójstw, do których zaliczył strach, wściekłość, chęć zemsty, żądzę pieniędzy, pożądanie seksualne czy rzadziej czyste szaleństwo, zaznaczając, że każda zbrodnia może mieć jednocześnie kilka przyczyn. Oparł się na przypadkach zbrodni, w których sam przeprowadzał śledztwo lub je nadzorował. Podkreślił, że motyw popełnienia zbrodni nie musi mieć krytycznego znaczenia podczas śledztwa, ale może czasami pomóc śledczemu znaleźć sprawcę. Nawet jeżeli morderca zostanie znaleziony bez poznania przyczyny, pytanie dlaczego morderstwo zostało popełnione nie przestaje intrygować. Trzecia z książek była jego debiutancką powieścią kryminalną.

## Życie prywatne
Joe Kenda jest od 1967 roku żonaty. Obecnie mieszka z żoną Kathy (właściwie: Mary Kathleen Mohler) w regionie Tidewater w Wirginii. Mają dwoje dorosłych dzieci (syna i córkę).